# Grønlands Styrelse
Grønlands Styrelse (bis 1925 eigentlich Styrelsen af Kolonierne i Grønland) war von 1908 bis 1950 das oberste Verwaltungsorgan für grönländische Angelegenheiten.

## Geschichte

### Vorgeschichte
Grönland war seit 1721 eine dänische Kolonie, für deren Verwaltung ab den 1770er bzw. 1780er Jahren Den Kongelige Grønlandske Handel sowohl in handelsmäßiger als auch in administrativer Sicht zuständig war. Alle politischen Entscheidungen wurden nicht durch das dänische Parlament, sondern direkt durch Minister oder den König getroffen. Um die Jahrhundertwende 1900 wuchs die Kritik an den Verhältnissen. 1902 reiste die Literarische Expedition nach Grönland, bestehend aus dem Leiter Ludvig Mylius-Erichsen sowie Knud Rasmussen, Alfred Bertelsen, Harald Moltke und Jørgen Brønlund. Mylius-Erichsen schrieb eine Reihe polemischer Artikel in der Politiken, in denen er sich kritisch zum KGH äußerte. Vor allem warf er dem Handel die Unterdrückung und Ausbeutung der grönländischen Bevölkerung vor. Der Konflikt verschärfte sich in den folgenden Jahren und im Mai 1905 löste ein Artikel im Kristeligt Dagblad eine politische Diskussion aus, durch die Direktor Carl Julius Peter Ryberg die Verhältnisse innerhalb des KGHs untersuchen ließ, wobei aber keine Verstöße in der Amtsführung festgestellt werden konnten. Im April 1905 war zum ersten Mal ein Gesetz im Parlament verabschiedet worden, das direkt Grönland betraf, nämlich das von Christian Wilhelm Schultz-Lorentzen initiierte Gesetz über die grönländische Kirche und Schule, durch das Grönland nicht länger Missionsgebiet war und der Dänischen Volkskirche zugeordnet wurde, die fortan mit der Verwaltung des grönländischen Kirch- und Schulwesens beauftragt war. 1906 wurde eine Kommission gebildet, die die Verhältnisse in Grönland untersuchen sollte. Sie kam zum Schluss, dass Handel und Verwaltung getrennt werden sollten. Innenminister Sigurd Berg reiste 1907 als erster dänischer Minister jemals nach Grönland und machte sich selbst ein Bild von der Lage, wobei er auch mit dem nordgrönländischen Inspektor Jens Daugaard-Jensen über die Abschaffung der Forstanderskaberne diskutierte und sich zu einer Reform überreden ließ. Am 15. Februar 1908 legte er dem Parlament einen Gesetzesvorschlag vor, der am 18. Mai genehmigt wurde.

### Styrelsen af Kolonierne i Grønland
Das Gesetz schuf die Grundlage für eine Zweiteilung von Handel und Verwaltung in Grönland. Die dem Innenministerium unterstellte Abteilung Styrelsen af Kolonierne i Grønland („Verwaltung der Kolonien in Grönland“) mit einem Direktor als Leiter sollte fortan die Verwaltung Grönlands übernehmen. Dazu kamen eine Reihe weiterer Neuerungen. Die Forstanderskaberne, die als Mitbestimmungsmöglichkeit für die grönländische Bevölkerung de facto kaum Einfluss hatten, wurden abgeschafft und durch Grønlands Landsråd ersetzt, wobei es einen Landesrat in den beiden Landesteilen Nord- und Südgrönland geben sollte. Beide Landesteile waren in Kolonialdistrikte unterteilt, die fortan in Gemeinden weiter unterteilt wurden. In jeder Gemeinde wurde ein Gemeinderat eingeführt, in dessen Reihen die Vertreter für den Landesrat gewählt werden sollten, wobei ein Wahlkreis meist mehrere Gemeinden umfasste. Die Gemeinderäte erhielten zudem das Recht zur Ausübung der judikativen Macht, durfte also in kleineren Streitigkeiten Strafen verhängen. Für größere Verbrechen wurden Gerichte in den Koloniedistrikten unter Leitung des Inspektors eingeführt. Für Grönländer, die beim Handel oder der Verwaltung angestellt waren, galt jedoch wie für die dänischen Angestellten dänisches Recht. Neben dem Direktor für die Verwaltung gab es weiterhin einen Direktor für den Handel, der nun nicht mehr für die Administration Grönlands zuständig war. Viele der Änderungen traten nicht sofort in Kraft. So wurden die Gemeinden und Landesräte sowie die Abschaffung der Forstanderskaber erst 1911 eingeführt. Es wurde gesetzlich zudem festgeschrieben, dass zehn Jahre nach der Einführung der Landesräte die Verhältnisse evaluiert und eventuell angepasst werden sollten.
Es zeigte sich schnell, dass Handel und Verwaltung viel zu eng miteinander verknüpft waren, und es entstanden Zuständigkeitsprobleme bei vielen Angelegenheiten zwischen den beiden Direktoren. Am 1. Oktober 1912 trat ein Gesetz in Kraft, durch das der Direktorenposten des KGH durch den eines Handelschefs ersetzt wurde, der fortan dem Direktor von Grønlands Styrelse (Styrelsen af Kolonierne i Grønland) unterstand.

### Grønlandskommission
Wie gesetzlich vorgeschrieben, sollte im Jahr 1921 die aktuelle Lage evaluiert werden und Pläne für die Zukunft gemacht werden. Zu diesem Zweck wurden die beiden Landesräte gebeten, eine Liste mit Änderungswünschen zu verfassen. Eine der Forderungen war, dass auch Grönländer in höheren Positionen, die unter dänischem Recht standen, in den Landesrat gewählt werden konnten. Deswegen wurde vom nordgrönländischen Landesrat vorgeschlagen, dass Dänen generell in den Landesrat gewählt werden können sollten. Zudem zeigte sich, dass die Landesräte die Verwaltung als Hindernis bei der Einführung von gewünschten Verbesserungen sahen, und sie wünschten sich mehr Macht für sich selbst und für die Inspektoren bzw. das Innenministerium, ohne dass Vorschläge über Grønlands Styrelse zur Exekutive gelangten.
Schließlich wurde am 1. Dezember 1920 die 24-köpfige Grønlandskommission gebildet, der neben dänischen Handelsangestellten und Vertretern der Verwaltung erstmals auch drei Grönländer angehörten. Folgende Personen gehörten der Kommission an:
- Jens Daugaard-Jensen (1871–1938), Direktor von Styrelsen af Kolonierne i Grønland, Kommissionsvorsitzender
- Frederik Balle (1871–1939), Propst von Südgrönland
- Knud Balle (1877–1928), ehemaliger Propst von Grönland
- Regnar Bentzen (1869–1950), Distriktsarzt in Qaqortoq
- Alfred Bertelsen (1877–1950), Distriktsarzt in Uummannaq
- Karl Chemnitz (1884–1965) (Grönländer), Pastor in Nuuk
- Rørd Regnar Johannes Hammer (1855–1930), Vorsitzender von Det Grønlandske Selskab
- Carl Frederik Harries (1872–1938), Inspektor von Südgrönland
- Oluf Hastrup (1875–1933), Kolonialverwalter in Qaqortoq
- Valdemar Holbøll (1871–1954), Bürochef im Kirchenministerium
- Adolf Severin Jensen (1866–1953), Biologieprofessor und grönländischer Fischereiberater
- Holger Sverdrup Kiær (1856–1928), ehemaliger Distriktsarzt und grönländischer Gesundheitsberater
- Harald Lindow (1886–1972), Inspektor von Nordgrönland
- Otto Mathiesen (1870–1935), Kolonialverwalter in Uummannaq
- Niels Laurits Nielsen (1877–1946), Unterassistent in Maniitsoq
- Søren Nielsen (1861–1932), Unterassistent in Upernavik
- Anders Peter Olsen (1862–1938), Bürochef bei Styrelsen af Kolonierne i Grønland
- David Olsen (1870–1944), Grönländer, Udstedsverwalter in Sarfannguit
- Morten P. Porsild (1872–1956), Leiter der Arktischen Station in Qeqertarsuaq
- Knud Rasmussen (1879–1933), damals nicht als Grönländer angesehen, Autor
- Carl Siegfred Ryder (1859–1921), Handelschef bei Den Kongelige Grønlandske Handel (im April 1921 verstorben)
- Christian Wilhelm Schultz-Lorentzen (1873–1951), Grönländischdozent und ehemaliger Propst von Grönland
- Mathias Storch (1883–1957), Grönländer, Propst von Nordgrönland
- Victor Thorsen (1869–1934), Schiffsinspektor

Die Kommission veröffentlichte 1921 ein rund 100-seitiges Gutachten, das sich unter anderem mit der externen Verwaltung (Grønlands Styrelse), der internen Verwaltung (Gemeinderäte, Landesräte etc.), dem Rechtswesen, dem Kirchen- und Schulwesen und der Wirtschaft beschäftigte. Dazu kam ein konkreter Gesetzesvorschlag. 1922 wurde dem dänischen Parlament vom Innenminister ein Gesetzentwurf vorgelegt, aber politische Probleme in Dänemark führten dazu, dass dieser nicht weiter verfolgt werden konnte. Erst im Dezember 1924 wurde ein erneuter Gesetzesentwurf vorgeschlagen, der am 2. April 1925 angenommen wurde.

### Grønlands Styrelse
Mit dem Gesetz wurde der bis dahin bereits gebräuchliche Name Grønlands Styrelse offiziell übernommen. Das Gesetz ersetzte sowohl das Gesetz zur Verwaltung von 1908 (mitsamt dem Änderungsgesetz von 1912) als auch das Kirchen- und Schulgesetz von 1905 und deckte somit alle Bereiche der Verwaltung Grönlands ab.
In dem Gesetz wurde festgelegt, dass es weiterhin einen Direktor für Grønlands Styrelse geben sollte, der sowohl dem Innenministerium als auch dem Kirchenministerium zugehörig war. Unter ihm sollte weiterhin der Handelschef des KGH stehen. Mit dem Gesetz wurde der Grönlandausschuss eingeführt, der Stellungnahmen für Angelegenheiten, die Grönland betreffen, abgeben sollte. In kirchlicher Hinsicht sollte Grönland weiterhin Teil des Bistums Kopenhagen sein und ein Lektor sollte an Det Grønlandske Seminarium den Grönländischunterricht leiten. Auch im Schulwesen gab es Änderungen (siehe Bildungssystem in Grönland#1905–1950). Die seit 1782 bestehende Stellung des Inspektors wurde abgeschafft und durch den Landsfoged ersetzt. Während die Inspektoren ursprünglich Kaufmänner waren, hatten sich die Aufgaben mittlerweile so verändert, dass das Amt von einem Juristen wahrgenommen werden sollte und neben der Zuständigkeit für die innergrönländische Kontrolle über den Handel auch die Polizeigewalt innehatte, als Richter fungierte und die Aufsicht über das Gesundheitswesen führen sollte. Neben den beiden Landesräten auf Landesteilebene und den Gemeinderäten auf Gemeindeebene wurde mit den Sysselräten ein weiterer Rat auf der Ebene dazwischen eingeführt. Jeder Koloniedistrikt erhielt einen Sysselrat, dem alle aus dem Syssel stammenden Gemeinderatsvorsitzenden, Landesratsmitglieder und Handels- und Kirchenangestellten angehörten, wobei nicht mehr Dänen als Grönländer Mitglied sein durften. Fortan durften auch Dänen in die Gemeinderäte und den Landesrat gewählt werden. Im Rechtswesen gab es die Änderungen, dass der Landsfoged die Gerichte in den Kolonialdistrikten als Richter für die unter dänischem Recht stehende Bevölkerung ersetzte, während die Gemeinderäte als Judikative für das grönländische Recht durch die Sysselräte abgelöst wurden.
Grønlands Styrelse wurde 1950 auf Basis des Gutachtens der Grønlandskommission von 1948 aufgelöst. Fortan war für die Verwaltung Grönlands das Grønlandsdepartement zuständig, das eine Abteilung unter dem Staatsministerium war.

## Direktoren
- 1908–1912: Carl Julius Peter Ryberg
- 1912–1938: Jens Daugaard-Jensen
- 1938–1949: Knud Oldendow
- 1949–1950: Eske Brun